# Ситне (Дубенський район)
Си́тне — село в Україні, у Крупецькій сільській громаді Дубенського району Рівненської області. Населення становить 476 осіб, 410 з яких постійні мешканці.

## Географія
Селом тече річка Ситенька.

## Історія
Дата заснування 1583 рік. Із запису дипломата 18 століття Вердума за 1671 рік : "Ситне — "село лежить на рівному полі, оточеному здалеку лісом, біля якого тече річка Ситенка . Повертаючись із Дубна: «Біля Ситна видно високу гору Крем'янець, яка постійно, аж до Бродів, лишається на виду (…) Праворуч тут видно також село із костьолом Віколовку (?), що належить до Ситна»..
Садок Баронч у своїй книзі «Dzieje klasztoru ww. oo. Dominikanów w Podkamieniu», Tarnopol, 1870 (Історія монастиря Домініканців у Підкамені, Тернопіль, 1870) читаємо: 
"На його місце обрано Отця Станіслава Хойнацького магістра теології, котрий користувався прихильністю сенаторів польських та високо цінувався всіма за проповідницьке красномовство і розумність, який дня 29 грудня (1730 р.) провів з Отцями велику нараду стосовно забезпечення монастирських капіталів… А дня 3 вересня (1731 р.) … Змилувався теж над підданими з Ситна і Михайлівки, яким збавив половину грошей, що вони мали зібрати. (С. 209—210). "Назавтра дня 5 січня (1739 р.) радились отці, щоб суму, отриману з володінь Ситна і Михайлівки в кількості 49 558 злотих польських і 17 грошів вкласти в придбання маєтків Титилковці і Накваша з тою однак умовою, що якби ці маєтності не видали належної лихви, недобір її з маєтку Підкаменя міг бути покритий. (С. 245).
З цих записів випливає, Ситне було маєтком домініканського монастиря у Підкамені. Селяни сплачували монастирю податок, який займав значне місце у монастирських доходах. Настоятель монастиря займався тим, що сьогодні називають оптимізацією податків, — списував безнадійні борги, надаючи можливість селянам розвивати господарство і ставати платоспроможними.
Книги, у яких протоколювались загальні наради святих отців, були започатковані у 1632 році. Починаючи з цього часу Баронч скрупульозно описує не лише всі земельні придбання, але й будь-які більш-менш значні пожертви, отримані монастирем, навіть подарований перстень, срібну ложку, чи плату за заупокійну молитву. Наприклад, щодо Ситно є така згадка: «Дня 14 серпня 1654 р. складав тут обіт монашества Якуб Жемборський… Постарався теж в р. 1655, що монастир під заставу у 1200 злотих польських отримав у володіння незначну частку сільця Ситно званого…» (стор. 85)
Із книги «Историко-статистическое описание церквей и приходов Волынской епархии. Составил преподаватель Волынской духовной семинарии Микола Теодорович» (том 2, Почаїв, 1889): «с. Ситне-Велике, волості Крупецької, від Житомира 333 вер., від Дубна 36 вер., від ближ. залізн. ст. Рудні Почаївської 6 вер., від ближ пошт. ст. Тарнавки-Рудні 6 вер, від ближ. прих. с. Карпилівки 2 вер., с. Срібно 4 вер., с. Пустоівання 6 вер., м. Крупця 6 вер. и м. Козина 7 вер. Прихід 5 кл.
Церква в ім'я св. великомуч. Димитрія. Збудована на кошти парафіян, але коли — не відомо. Дерев'яна, з такою ж дзвіницею, маловмістка. У 1871 р. оновлена. Начинням достатня. Копії метрич. книг зберігаються з 1790 р. На кладовищі є невелика каплиця. Проводи бувають у світлу суботу. Землі садибн., город. і з садом 7 дес. 987 саж., під церк. івинтар 328 саж,, орн. в урочищі Клин 24 дес., в урочищі Ковалівщина 24 дес., в урочищі Рокитник 24 дес, під хутором 3 дес. 388 саж, під чагарниками 2 дес. 2067 саж. і сінок. 3 дес. 496 саж. На цю землю плану нема, а є проект від 28 серпня 1848 р. Причт користується нею спокійно. Від церкви землі — за 1 вер. Для священика і псаломщ. будинки і госп. будівлі міцні, нові й зручні; для просф. дому нема. Причт: 1 свящ 278 руб., псал. 50 руб. і просф. 10 руб Маєток казенний. Церк.-параф. школа існує з 1861 р.; учнів 13 чол. статі.
Села парафії: Мале Ситне, Засів і Адамівка — за 3 вер. Перешкод у сполученні нема. Дворів 132 1/4, парафіян 1079 душ обх статей. Священик Мойсей Стефанович Лапінський (з 1861 р.) і псаломщ. Платон Стефан. Боговський (з 1863 р.) До цього приходу приписана церква в с. Михайлівці за 3 в.»
7 (20) листопада 1917 року, відповідно до Третього Універсалу Української Центральної Ради, увійшло до складу Української Народної Республіки.
У 1920-ті роки в селі вчителював письменник Авенір Коломиєць.
18 вересня 1943 року біля Ситного партизани УПА атакували угорську автоколону з 15-ти вантажівок. Дві машини було знищено, загинуло 9 угорців.
12 червня 2020 року, відповідно до розпорядження Кабінету Міністрів України № 722-р від «Про визначення адміністративних центрів та затвердження територій територіальних громад Рівненської області», село увійшло до складу Крупецької сільської громади Радивилівського району.
19 липня 2020 року, в результаті адміністративно-територіальної реформи та ліквідації Радивилівського району, село увійшло до складу Дубенського району.

## Населення

### Мова
Розподіл населення за рідною мовою за даними перепису 2001 року:
| Мова       | Кількість | Відсоток |
| ---------- | --------- | -------- |
| українська | 536       | 99.26%   |
| російська  | 2         | 0.37%    |
| румунська  | 2         | 0.37%    |
| Усього     | 540       | 100%     |

## Релігія
Отець Дмитро Ліщук, настоятель Свято-Дмитрівського храму Української православної церкви Київського патріархату,  в 2000-х роках переконав парафіян, й усім селом вони на 20 гектарах вирощували цукрові буряки, врожай продали й заробили на церкву 80 тисяч гривень.

## Автокатастрофа
3 травня 2022 року, близько 19:20, на автошляху міжнародного значення М06 (Київ — Чоп) трапилася летальна автокатастрофа за участю бензовоза, маршрутного автобуса та легковика неподалік села Ситне. Внаслідок зіткнення транспортні засоби загорілися, загинуло 16 та постраждало 12 осіб.

## Уродженці села
- Коліщук Василь Григорович (нар. 1927) — український дендролог, доктор біологічних наук.
- Теслюк Віктор Васильович — доктор сільськогосподарських наук, професор.
- Лемещук Іван — військовослужбовець 80-ї окремої аеромобільної бригади. Загинув у зоні АТО, похований у селі.
- Биць Дмитро Святославович (2001—2022) — солдат Збройних сил України, учасник російсько-української війни, що загинув у ході російського вторгнення в Україну в 2022 році, повний кавалер ордена «За мужність».
- Трохимчук Роман Гнатович – 1920 р. н. – повстанець. Уродженець с. Ситне Радивилівського району рівненської області. Загинув у бою з німцями весною 1943 р.